# Khevenhüller
Khevenhüller es el nombre de una familia notable de condes de Austria y la Carintia, y trae su germen este linaje de abolengo feudal de Ricardo Khevenhüller quien en el año 1030 pasó de Franconia a la Carintia, donde hizo edificar Aichelberg, Austria; algunos individuos de esta estirpe, los siguientes:
- Hans Khevenhüller (1538-1606).- Desempeñó diversos empleos en tiempo de Maximiliano II de Habsburgo, consejero adjunto del archiduque Carlos en España y embajador permanente del Sacro Imperio ante Felipe II y Felipe III, desde 1572 hasta su muerte. Fue muy estimado por Felipe II, que le otorgó la Orden del Toisón de Oro y solicitó al papa la concesión de un capelo cardenalicio.
- Francisco Cristóbal Khevenhüller (1588-1656).- Sobrino del anterior, fue capitán de una galera del gran-duque, camarero del archiduque Matías, embajador extraordinario en la corte de España enviado por el emperador, comisionado de negociaciones significativas ante la corte de Francia, Países Bajos y próximo a los electores eclesiásticos, y miembro del consejo privado del emperador Fernando III de Habsburgo.
- Luis Andrés, conde de Khevenhüller (1683-1744).- Fue uno de los más avezados generales de la reina de Hungría, y al haber hecho grandes avances en el arte militar, tras la muerte de Eugenio de Saboya, fue sucesivamente electo del consejo imperial de la guerra, camarero del emperador, sargento general, coronel de un regimiento de dragones, teniente general y mandó en Italia con el cargo de mariscal de campo; Luis Andrés dejó algunas obras militares como las siguientes:
  - Observations-Pucten,...., Kraus,1734.
  - Exercitium zu Pderd...., Draus,1739.
  - Kurzer Begriff aller Militarischen Operationen, Wien, 1744.
  - Ars Militaris,..., Drukarz Nieznany, 1750.
  - Maximes de Guerre,...., París, Lacombe, 1771.